# Il giovane Karl Marx
Il giovane Karl Marx (Le jeune Karl Marx) è un film del 2017 diretto da Raoul Peck, con August Diehl nel ruolo del protagonista eponimo.
Il film, uscito in occasione del bicentenario della nascita di Karl Marx, coniugando la passione politica con le vicende della vita privata, ripercorre la sua amicizia con Friedrich Engels, dal loro secondo incontro nel 1844 fino al 1848, anno della pubblicazione del Manifesto del Partito Comunista.
È stato presentato fuori concorso al Festival di Berlino 2017.

## Trama

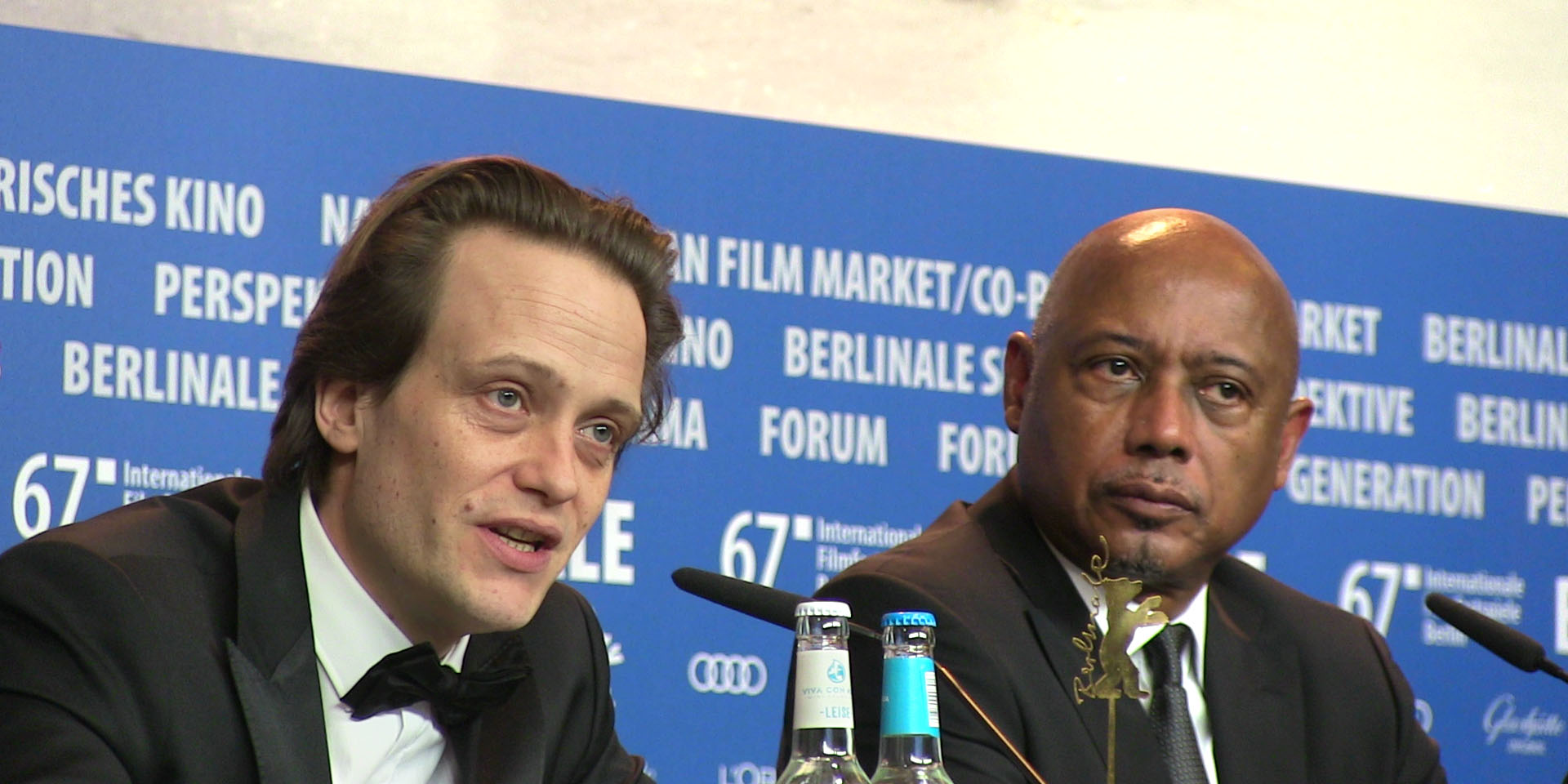
Diehl e Peck al 67º Festival di Berlino in occasione della presentazione del film

La polizia a cavallo attacca un gruppo di popolani che raccolgono legna secca nel bosco. Marx legge alcuni brani degli articoli da lui scritti al riguardo sulla Gazzetta renana. Anche a causa di questi articoli la Gazzetta renana viene costretta a chiudere: Marx consuma così il suo distacco dai giovani hegeliani.
Intanto a Manchester, Friedrich Engels, che lavora presso l'azienda Emmen & Engels, di cui il padre è comproprietario, assiste all'orgogliosa presa di posizione dell'operaia Mary Burns che chiede sia garantita la sicurezza sul lavoro dopo un incidente nel quale una compagna ha perso due dita. Friedrich è colpito dall'atteggiamento di Mary, che per il suo gesto è stata licenziata, e se ne innamora.
Karl lascia Colonia e si trasferisce a Parigi con la moglie Jenny. Ha seguito Ruge che gli ha proposto una nuova avventura editoriale con gli Annali franco-tedeschi, ma ha già una figlia e guai finanziari aggravati dal fatto che i suoi articoli sul giornale non vengono pagati. Da Ruge, Karl reincontra Friedrich. I due si sono già conosciuti a Berlino quando Engels stava ottemperando al servizio militare e l'impressione che ciascuno aveva ricevuto dell'altro non era stata delle migliori. In particolare, Marx aveva ravvisato in Friedrich un ragazzo ricco e borioso. Ma nel frattempo ognuno ha potuto leggere gli scritti dell'altro e ora si complimentano a vicenda del lavoro fatto e decidono di lavorare insieme. Marx, che frequenta Bakunin e Proudhon, inizia a lavorare per il Vorwärts!.
In seguito al fallito attentato contro il re di Prussia, che Marx non condanna e il Vorwärts approva, il giornale viene chiuso e Karl riceve l'ordine di allontanarsi da Parigi entro 24 ore. Con Jenny di nuovo incinta, Marx vende tutto e si sposta a Bruxelles. Engels lo raggiunge. Questi vive il dramma di dover essere un capitalista e insieme un comunista, contraddizione che rende pessimi i rapporti col padre. Appare il primo frutto della collaborazione con Marx: Critica della critica critica, opera poi rinominata La sacra famiglia.
Grazie a Mary, Friedrich è entrato in contatto con la Lega dei Giusti e chiama Karl a Londra per spalleggiarlo. I due riescono a entrare nell'associazione. Stanno maturando la separazione teorica da Proudhon e dal principale esponente della Lega, Wilhelm Weitling, e intendono portare la maggioranza dei Giusti sulle proprie posizioni, quelle di un materialismo che vede la storia come una lotta di classi, in quanto la fratellanza degli uomini, divisi tra sfruttati e sfruttatori, predicata dalla Lega, è una vuota utopia. Marx e Engels trionfano: la Lega dei Giusti cambia nome in Lega dei Comunisti e a essi viene dato l’incarico di redigere un opuscolo che chiarisca alla classe operaia chi sono i comunisti, cosa vogliono e qual è la loro interpretazione del processo storico. Nasce il Manifesto del Partito Comunista: vengono citati alcuni frammenti introduttivi dell'opera che viene data alle stampe un mese prima dello scoppio dei moti rivoluzionari del 1848.

## Distribuzione
Il film è stato presentato in anteprima il 12 febbraio 2017 al 67º Festival di Berlino, nella sezione Berlinale Special.
È stato poi diffuso nelle sale cinematografiche tedesche il 2 marzo 2017 da Neue Visionen Filmverleih e Wild Bunch. In Francia, il film è stato distribuito a partire dal 27 settembre 2017 da Diaphana Films, mentre in Belgio è stato distribuito da Cinéart a partire dal 4 ottobre dello stesso anno.
In Italia la pellicola è uscita il 5 aprile 2018, distribuita da Wanted Cinema, e ha complessivamente incassato, secondo l'ultima rilevazione effettuata il 25 novembre 2018, 451.000 euro.

## Accoglienza

### Critica
Il film è stato accolto tiepidamente dalla critica; l'aggregatore di recensioni online Rotten Tomatoes riporta una percentuale di gradimento del 55%, basata su 33 recensioni di critici specializzati, con una media complessiva di 5.9 su 10. Su Metacritic, il film detiene un punteggio "mediamente favorevole" di 63 su 100, basato su 13 recensioni di critici specializzati.